# Séchage sous vide
Le séchage sous vide est une opération pendant laquelle l'humidité présente dans une substance, souvent un solide, est extraite à des pressions réduites et à une humidité relative inférieure par rapport à la pression ambiante, permettant un séchage plus rapide.
Dans les industries de transformation chimique comme l'agroalimentaire, la pharmacologie, l’agriculture et le textile, le séchage est une opération essentielle pour éliminer l’humidité. Le séchage sous vide est généralement utilisé pour le séchage de substances hygroscopiques et sensibles à la chaleur, et repose sur le principe de diminuer la pression a l'intérieur d'un contenant (chambre) en dessous de la pression de vapeur d'eau, la faisant bouillir. À l'aide de pompes à vide, la pression est réduite autour de la substance à sécher. Cela diminue le point d’ébullition de l’eau à l’intérieur de ce produit et augmente ainsi considérablement le taux d’évaporation. Par exemple, pour une pression de 0,02 bar, l'eau bout à 13,5 °C. Le résultat est une vitesse de séchage du produit considérablement augmentée .
Le séchoir sous vide est l'équipement à l'aide duquel le séchage sous vide est effectué. Les séchoirs sous vide sont parfois en fonte, mais la plupart sont en acier inoxydable, afin de pouvoir supporter la pression extérieure d'un vide poussé sans aucune déformation. La chambre est souvent divisée en plateaux creux, ce qui augmente la surface de conduction thermique. La porte de la chambre est verrouillée hermétiquement et est reliée à une pompe à vide pour réduire la pression.
Les matériaux à sécher sont placés sur les plateaux à l'intérieur du sécheur sous vide et la pression est réduite au moyen d'une pompe à vide. La porte du séchoir est hermétiquement fermée et la vapeur passe à travers l'espace entre les plateaux et l'enveloppe afin que le transfert de chaleur se fasse par conduction. Les vapeurs d'eau provenant de l'alimentation sont collectées dans un condenseur, puis la pompe à vide de séchage est déconnectée et le produit séché est récupéré des plateaux.

## Séchage sous vide par micro-ondes
Étant donné que les approches de séchage conventionnelles (par exemple, le séchage par convection) peuvent provoquer d'importants changements nutritionnels et texturaux (comme une couleur plus foncée due à la réaction de Maillard ), le séchage sous vide par micro-ondes est une alternative pour le séchage des produits pharmaceutiques et des aliments. Cette méthode est connue depuis 1989. Les micro-ondes compensent le refroidissement induit par l'évaporation et augmentent la température dans le système sous vide, réduisant ainsi la durée globale du cycle de séchage et les effets induits par la température du produit alimentaire,. Le séchage sous vide par micro-ondes peut être utilisé pour la production de produits pharmaceutiques et alimentaires séchés.Toutefois, les équipements industrialisés peuvent nécessiter un prétraitement des échantillons avant leur traitement dans le système de vide industriel ; le pré-séchage est utilisé par les méthodes conventionnelles pour réduire la teneur en eau en vrac.

## Applications
Le séchoir sous vide peut être utilisé pour sécher des matériaux hygroscopiques, toxiques, et/ou sensibles à la chaleur. Si la charge à sécher est une solution, elle peut être séchée à l'aide d'un séchoir sous vide car le solvant peut être récupéré par condensation. Pour améliorer la qualité des produits, par exemple pour la conservation des fruits, le séchage hybride combinant déshydratation osmotique suivi d'un séchage par pompe à chaleur puis d'un séchage micro-ondes vide s'est avéré efficace.